# Marco Beltrami
Marco Edward Beltrami (Long Island, 7 de outubro de 1966) é um renomado compositor ítalo-americano tendo trabalhado em orquestrações e composições em diversos filmes. Em 2000, ele participou da orquestração de algumas faixas do novo álbum do Guns N' Roses Chinese Democracy, que foi lançado em 2008.

## Carreira
Amigo de Wes Craven, Beltrami começou a sua parceria com ele de 1996 até 2011, como por exemplo: Scream (1996) (o primeiro filme da parceria Beltrami e Craven), Scream 2 (1997), Scream 3 (2000), Cursed (2005), Red Eye (2005), My Soul to Take (2010) e Scream 4 (2011) (o último filme da parceria Beltrami e Craven).

## Prêmios e Indicações
Ele já foi indicado duas vezes ao Oscar de Melhor Trilha Sonora por 3:10 to Yuma, em 2008, e The Hurt Locker, em 2010 junto com Buck Sanders.  Também recebeu um Satellite Award de Melhor Trilha Sonora Original pela trilha de Soul Surfer.